# Лајонс (Индијана)
Лајонс (енгл. Lyons) град је у америчкој савезној држави Индијана.

## Демографија
По попису из 2010. године број становника је 742, што је 6 (-0,8%) становника мање него 2000. године.
| Група             | 2000.       | 2010.       |
| Белци             | 736 (98,4%) | 721 (97,2%) |
| Афроамериканци    | 0 (0,0%)    | 1 (0,1%)    |
| Азијати           | 3 (0,4%)    | 2 (0,3%)    |
| Хиспаноамериканци | 6 (0,8%)    | 11 (1,5%)   |
| Укупно            | 748         | 742         |